# Jacques-Aimé Meffre
Jacques-Aimé Meffre (Tours, 26 febbraio 1795 – Tours, 11 agosto 1868) è stato un architetto e archeologo francese.

## Biografia
Jacques-Aimé Meffre era figlio di Edmond Meffre, capocantiere della École des Ponts ParisTech, e di sua moglie Renée Goujon. Era cugino del pittore Jean-Baptiste Collet.
Nel 1819 entrò a far parte dell'École des Ponts ParisTech con l'intento di divenire architetto. Parallelamente, per trent'anni fu membro del consiglio municipale di Tours come primo assistente dei vari sindaci che si succedettero in città.
Nel 1828 acquistò da M. Reverdy, l'hôtel de la Chancellerie e nel 1832, l'hôtel Papion, a Tours.
Nel 1840, divenne uno dei primi membri della Società archeologica di Tours.
Architetto della città di Tours, fu membro della commissione d'esame del progetto per la realizzazione della place du Palais(attuale place Jean Jaurès) adottato in via definitiva nel 1840.
Nel 1843, effettuò i primi rilievi archeologici gallo-romani presso Cinq-Mars-la-Pile.
Nel 1846 si aggiudicò il progetto di costruzione delle stazioni comprese nella tratta ferroviaria tra Tours e Nantes.
Si impegnò nel contempo nella costruzione dell'Hôtel Meffre, poi distrutto, come pure nella chiesa e nel convento delle suore della Presentazione, dell'hôpital des Dames Blanches, e della ristrutturazione del castello di Candé per conto del ricco imprenditore cubano Santiago Drake del Castillo.
Sposò Cécile Abrassart, nipote di Dom Jean-Joseph Abrassart (1759-1800), segretario del capitolo e bibliotecario dell'abbazia di Marmoutier. Il loro figlio fu Edmond Meffre (1823-1888), anch'egli architetto di spicco a Tours (si occupò ad esempio della sistemazione del castello de la Plaine, dell'hôtel du Saussay, e del restauro dell'hôtel Goüin); questi fu padre di Jacques Meffre. La loro figlia, Cécile Augustine Meffre, sposò il banchiere Charles Henri René, e fu nonna dell'ammiraglio Robert Leloup.